# Concordia (departement)
Concordia is een departement in de Argentijnse provincie Entre Ríos. Het departement (Spaans: departamento) heeft een oppervlakte van 3.259 km² en telt 157.291 inwoners. Analfabetisme is in 2001 3,4%.

## Plaatsen in departement Concordia
- Clodomiro Ledesma
- Colonia Ayuí
- Colonia General Roca
- Concordia
- El Redomón
- Estación Yerúa
- Estación Yuquerí
- Estancia Grande
- La Criolla
- Los Charrúas
- Nueva Escocia
- Pedernal
- Puerto Yeruá
- San Justo